# Bertrand Mazoir
 (mai 2025).

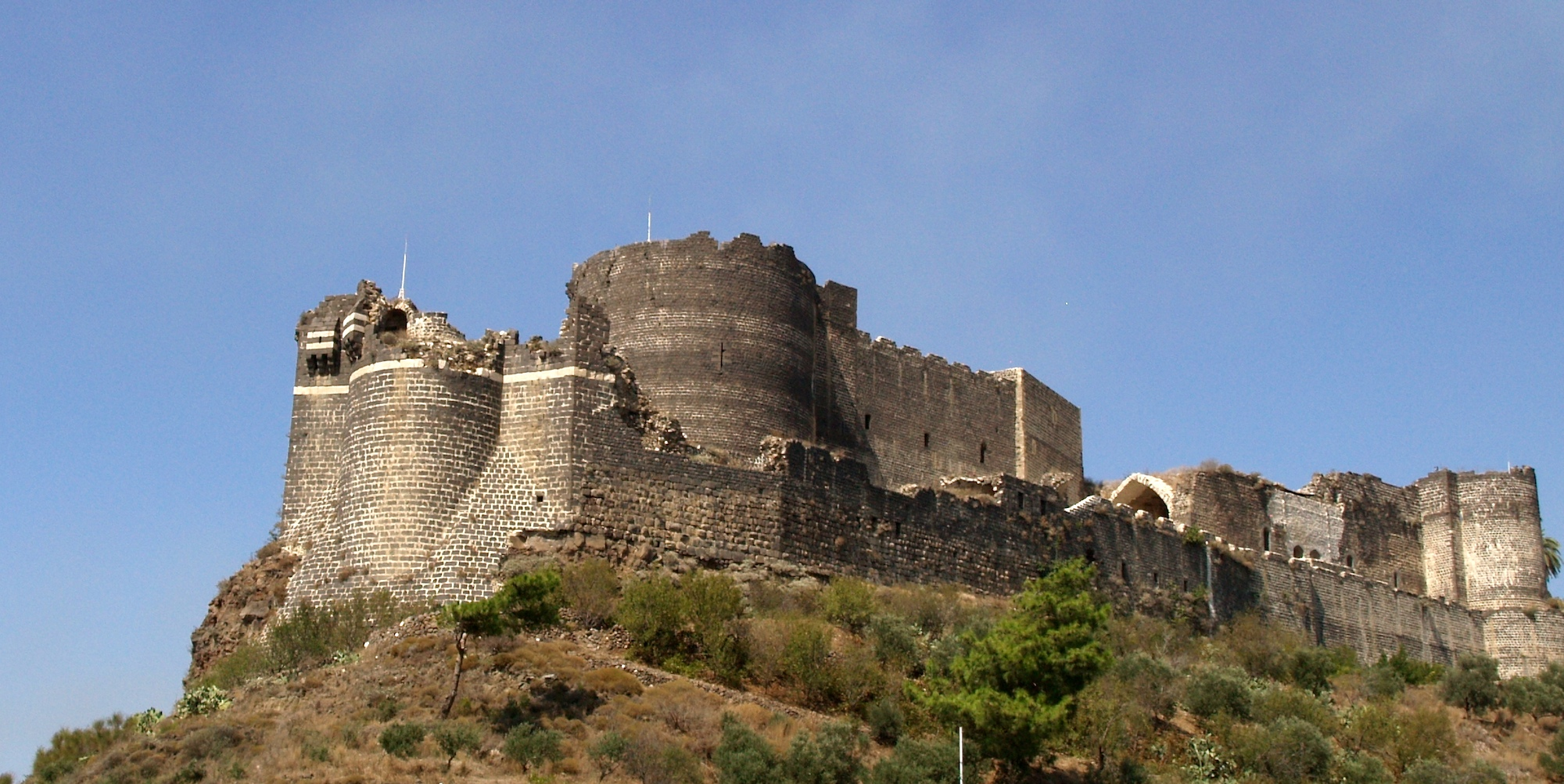
Vue des ruines de la forteresse de Margat (Syrie).

Bertrand Mazoir est un chevalier franc qui fut dans les États latins d'Orient le seigneur de Margat.
Il est le fils de Renaud II Mazoir, précédent seigneur de Margat, et de son épouse Agnès de Tripoli, fille du comte Pons de Tripoli et de son épouse Cécile de France.
Son père avait rencontrer des difficulté pour faire face aux coûts d'entretien du château de Margat et de sa garnison et il avait dû vendre ses propriétés morceaux par morceaux aux Hospitaliers et aux Templiers. Il meurt peu de temps après, vers 1185, et Bertrand devient le nouveau seigneur de Margat. Il rencontre les même difficultés financières que son père, et doit vendre finalement le château le 1er février 1186 aux Chevaliers Hospitaliers, contre une pension annuelle de 2 000 solidus.
Il épouse Raymonde Brisebarre, fille de Gautier III Brisebarre, ancien seigneur de Beyrouth et d'Outre-Jourdain et seigneur de Blanchegarde, et de sa seconde épouse Agnès, avec qui il a trois enfants :
- Renaud III Mazoir, qui meurt avant son père sans héritier ;
- Béatrix Mazoir, qui meurt sans héritier ;
- Agnès Mazoir, qui épouse Amaury Barlais, fils de Renaud Barlais et de son épouse Isabelle de Bethsan, d'où postérité.

Bertrand meurt après le 23 juillet 1217, date à laquelle il apparait pour la dernière fois dans les archives contemporaines.